# Novak (prezime)
Novak je često prezime u Hrvatskoj. Nose ga Hrvati, najvećim dijelom iz Čakovca, a prema nekim izvorima s otoka Hvara, ali i Hercegovine (Prolog) te Tolovca u općini Prozor, BiH. U prošlom stoljeću relativno najviše hrvatskih stanovnika s ovim prezimenom rođeno je u gradovima Čakovcu i Zagrebu. U Hrvatskoj danas živi oko 9900 Novaka u 4100 domaćinstava. Prisutni su u svim hrvatskim županijama, u 104 grada i 664 manja naselja, najviše u Zagrebu (1720), Čakovcu (865), Nedelišću u okolici Čakovca (300), Varaždinu (285), te u Hvaru na otoku Hvaru (145). Neke od poznatih osoba s ovim prezimenom su:
- Božidar Novak
- Branko Novak, hrvatski ekonomist
- Damir Novak, hrvatski baletni plesač i pedagog
- Dragutin Novak, prvi hrvatski pilot
- Gabi Novak, hrvatska pjevačica
- Grga Novak, hrvatski povjesničar i arheolog
- Ivan Krstitelj Novak, hrvatski entomolog
- Jasna Novak, hrvatska kostimografkinja
- Slobodan Novak, hrvatski prozaik, romanopisac i esejist
- Slobodan Prosperov Novak, hrvatski povjesničar književnosti, komparatist i teatrolog
- Novak Novak, srpski humorist, pisac, novinar